# Sobrescobio
Sobrescobio (asztúriai nyelven Sobrescobiu) község Spanyolországban, Asztúria autonóm közösségben. Sobrescobio Llaviana, Piloña, Casu és Aller községekkel határos. Lakosainak száma 845 fő (2024).

## Nevezetességek
Részben Sobrescobio község területéhez tartozik a Redes Natúrpark nevű bioszféra-rezervátum.

## Népesség
A település népessége az utóbbi években az alábbiak szerint változott:
| Lakosok száma | 808  | 873  | 873  | 873  | 872  | 871  | 834  | 811  | 829  | 845  |
|               | 2001 | 2004 | 2007 | 2009 | 2012 | 2014 | 2017 | 2019 | 2022 | 2024 |